# ヴァッレ・サリンベーネ
ヴァッレ・サリンベーネ（伊: Valle Salimbene）は、イタリア共和国ロンバルディア州パヴィーア県にある、人口約1,500人の基礎自治体（コムーネ）。

## 地理

### 位置・広がり

#### 隣接コムーネ
隣接するコムーネは以下の通り。
- アルブッツァーノ
- クーラ・カルピニャーノ
- リナローロ
- パヴィーア
- トラヴァコ・シッコマーリオ

### 気候分類・地震分類
気候分類では、zona E, 2623 GGに分類される。
また、イタリアの地震リスク階級 (it) では、zona 3 (sismicità bassa) に分類される
。

## 行政

### 分離集落
ヴァッレ・サリンベーネには、以下の分離集落（フラツィオーネ）がある。
- Belvedere, Cascina Oltrona, Cascina Toccona, Motta San Damiano, San Leonardo